# Antônio Moreira da Costa
Antônio Moreira da Costa, primeiro e único barão de Paraúna (18 de junho de 1822 — Diamantina, 3 de junho de 1898), foi um nobre brasileiro.
Foi um dos homens mais ricos do norte de Minas Gerais, tendo feito fortuna a partir da mineração e comércio de diamantes. Foi também fundador do Hospital Nossa Senhora da Saúde, em Diamantina.
Casou-se com D. Querubina Augusta Moreira, foi capitão da Guarda Nacional e agraciado barão em 6 de julho de 1889.